# Aichryson laxum
Aichryson laxum là một loài thực vật có hoa trong họ Crassulaceae. Loài này được (Haw.) Bramwell miêu tả khoa học đầu tiên năm 1968.